# Pacelli (družina)
Rodbina Pacelli izvira iz starodavne ugledne rimske družine, ki pa je pridobila plemiške naslove šele v 19. stoletju. Ime Pacelli izhaja iz latinščine oziroma italijanščine (latinsko pax = mir italijansko pace = mir) in pomeni tistega, ki ljubi oziroma ustvarja mir.

### Poreklo
Rodbina Pacelli izhaja iz Onana, trga pri Viterbu, ki je takrat stal na meji med Nadvojvodino Toskano in Papeško državo; s plemiškimi naslovi se ponašajo šele od 1853 in 1858 po določbi Pija IX.. Ko so vestno opravljali poklic pravnika, so postali plemiči od Acquapendente in Sant'Angelo in Vado, rimski plemiči, grofje 1929, in knezi. Ta naslov je prejel Carlo Pacelli (1903-1970) z motuproprijem, ki ga je podpisal italijanski kralj Viktor Emanuel III. dne 23. novembra 1941.
Prednika sedanjih Pacellijevih sta Gaetano Pacelli in Maria Antonia Caterini, ki sta živela konec 18. in v začetku 19. stoletja. Njun sin Marcantonio I. Pacelli (1804-1902), rojen v Onanu, je preživljal mladost v tem srednjeveškem trgu, dokler ga ni bratranec kardinal Prospero Caterini vzel za spremljevalca 1816 v Rim k Piju VII.. Mladenič je sicer doktoriral iz kanonskega prava, vendar se je odločil za pravniški poklic pri Roti (Tribunal Rotae Romanae). Spremljal je Pija IX. na begu iz Rima v Gaeto 1848 skupaj s sinom Filipom. Postal je državni podtajnik za notranje zadeve ter eden od utemeljiteljev dnevnika L'Osservatore Romano. Pacellijevi torej še niso imeli nikakršne stopnje plemstva, ko so že vzdrževali dobre odnose s takoimenovanim črnim plemstvom, ki je ostalo zvesto papežu po zavzetju Rima 1870 od strani proticerkvenih krogov.

### Pridobitev plemiških naslovov
Marcantonijevemu prvorojencc, Filippu I. Pacelliju (1837-1916), ki je postal dekan članov-izvedencev Vrhovnega sodišča Svetega sedeža  in se je poročil z Virginijo Graziosi, so se rodili štirje otroci: Giuseppina, Francesco, Eugenio (prihodnji papež Pij XII.) in Elisabetta. Da bi nagradil njegovo zvestobo in uslužnost med begom v Gaeto, je Pij IX. zakoncema podelil prva plemiška naslova 1853 in 1858 z ustreznima nazivoma: Nobili di Acquapendente e di Sant'Angelo in Vado.
Žena Francesca I. Pacellija (1874-1935) je bila Luigia Filippini Lera; rodili so se ji Carlo, Giuseppe, Marcantonio in Giulio: prvi trije so podedovali plemiški naslov. Pij XI. pa mu je za pravno-izvedenske in diplomatske zasluge pri Lateranskih sporazumih 1929 podelil dedni naslov grofa in rimskega plemiča.